# Edward J. Lofgren
Pour les articles homonymes, voir Lofgren.
Edward Joseph Lofgren, né le 18 janvier 1914 à Chicago et mort le 6 septembre 2016, est un physicien américain des premiers jours de la physique nucléaire et de la recherche sur les particules élémentaires au Lawrence Berkeley Laboratory (LBL). Il fut une figure importante des avancées qui suivirent la création du Bevatron, dont il fut un temps le directeur,.
Lofgren sort diplômé de l'Université de Californie à Berkeley en mai 1938 et obtient un job d'été en travaillant sur le nouveau cyclotron de 37 pouces d'Ernest Orlando Lawrence achevé en 1937, pour un salaire d'environ 0,50 dollar de l'heure. À cette époque, il n'y avait pas de financement gouvernemental pour la recherche scientifique et l'argent provenait de fondations médicales intéressées à évaluer les utilisations possibles des faisceaux de neutrons pour le traitement du cancer et pour produire des radio-isotopes pour la recherche médicale.
À l'automne 1940, il a été embauché par Lawrence pour aider à adapter et à utiliser le cyclotron de 37 pouces pour séparer les isotopes de l'uranium pour le projet de bombe atomique. Plus tard, il est allé à Los Alamos, où les premières bombes ont été conçues et construites, et où il est resté pour le reste de la guerre. À la fin de la guerre, il est retourné à Berkeley pour terminer la dernière année de son programme d'études, puis est allé à l'Université du Minnesota en tant que boursier postdoctoral. Il est ensuite retourné au laboratoire de Berkeley et est resté au Laboratoire jusqu'à sa retraite en 1982. Il a eu 100 ans en janvier 2014 et est décédé le 6 septembre 2016 à l'âge de 102 ans,,.